# 望公太
望 公太（のぞみ こうた、1989年4月24日 - ）は、日本の小説家。福島県出身。横浜国立大学経営学部卒。ストレートエッジ所属。ペンネームは太公望に由来する。

## 略歴
2011年2月、横浜国立大学在学中に『僕はやっぱり気付かない』で、第5回ノベルジャパン大賞金賞を受賞する。
同年4月、『Happy Death Day』で、第3回GA文庫大賞優秀賞を受賞する。
同年8月、『僕はやっぱり気づかない』（HJ文庫、『僕はやっぱり気付かない』改題）でデビューする。
同年9月、『Happy Death Day 自殺屋ヨミジと殺人鬼ドリアン』（GA文庫、『Happy Death Day』に副題付与）が発売される。望は本書のあとがきに「この作品は僕の処女作」と記した上で、「僕のデビュー作はそちらの作品（『僕はやっぱり気づかない』）になるのですが、前述の通り処女作はこの作品なので、なんだか不思議な気分です。」と記している。
2012年、横浜国立大学を卒業する。
同年6月に1巻が発売された『異能バトルは日常系のなかで』（GA文庫）は、2013年5月にドラマCD化、同年7月に漫画化、2014年10月にテレビアニメ化された。
2023年、MF文庫J編集部主催のプロ作家によるライトノベル短編コンテスト「MF文庫J evo」の第2回においてPV数で首位になり、読者投票数で首位になった小林湖底と同率で第1位を獲得した。

## 主な作品リスト
個別記事が存在する作品の詳細はそちらを参照。

### 小説
- 僕はやっぱり気づかない（HJ文庫、イラスト：タカツキイチ）全6巻
  1. 2011年8月1日 初版発行 ISBN 978-4-7986-0261-5
  2. 2011年10月1日 初版発行 ISBN 978-4-7986-0296-7
  3. 2011年12月1日 初版発行 ISBN 978-4-7986-0324-7
  4. 2012年3月1日 初版発行 ISBN 978-4-7986-0356-8
  5. 2012年6月1日 初版発行 ISBN 978-4-7986-0410-7
  6. 2012年9月1日 初版発行 ISBN 978-4-7986-0456-5
- Happy Death Day（GA文庫、イラスト：晩杯あきら）全2巻
  1. 自殺屋ヨミジと殺人鬼ドリアン 2011年9月30日 初版発行 ISBN 978-4-7973-6731-7
  2. マーダラーズカーニバル 2011年12月31日 初版発行 ISBN 978-4-7973-6810-9
- 異能バトルは日常系のなかで（GA文庫、イラスト：029）全13巻
- うちのクラスの頼りないラスボス（HJ文庫、イラスト：鈍色玄）全2巻
  1. 2013年1月1日 初版発行 ISBN 978-4-7986-0527-2
  2. 2013年5月1日 初版発行 ISBN 978-4-7986-0601-9
- 黒き英雄の一撃無双（）（HJ文庫、イラスト：夕薙）全7巻
  1. 受難の女騎士 2013年10月1日 初版発行 ISBN 978-4-7986-0693-4
  2. 恥辱の魔女 2014年2月1日 初版発行 ISBN 978-4-7986-0748-1
  3. 堕ちゆく義妹 2014年6月1日 初版発行 ISBN 978-4-7986-0821-1
  4. 調教天使 2014年10月1日 初版発行 ISBN 978-4-7986-0894-5
  5. 淫獄の宴 2015年4月1日 初版発行 ISBN 978-4-7986-0999-7
  6. 淫獄の宴 宴も酣 2015年8月1日 初版発行 ISBN 978-4-7986-1042-9
  7. 淫獄の宴 宴の了 2016年2月1日 初版発行 ISBN 978-4-7986-1165-5
- 異界神姫との再契約（）（GA文庫、イラスト：メロントマリ）全2巻
  1. 暴風再愛 2014年12月31日 初版発行 ISBN 978-4-7973-8160-3
  2. 武皇再戦 2015年6月30日 初版発行 ISBN 978-4-7973-8297-6
- アイサレワールド‐I really, truly surrender to you．‐[注 1]（HJノベルス、イラスト：Mika Pikazo）
  1. 冬美原久真部の解決日誌1 2015年8月22日発行 ISBN 978-4-7986-1065-8
- 最強喰いの（）ダークヒーロー（GA文庫、イラスト：へいろー）全3巻
  1. 2016年6月14日 初版発行 ISBN 978-4-7973-8738-4
  2. 2016年8月9日 初版発行 ISBN 978-4-7973-8887-9
  3. 2017年3月14日 初版発行 ISBN 978-4-7973-8969-2
- ラノベのプロ！（富士見ファンタジア文庫、イラスト：しらび）全2巻
- 最悪探偵（ノベルゼロ、イラスト：小玉有起）
  1. 2017年2月15日 初版発行 ISBN 978-4-04-256042-5
- 異世界テニス無双（GA文庫、イラスト：夕薙）
  1. テニスプレイヤーとかいう謎の男がちょっと強すぎるんですけど！ 2018年1月13日 初版発行 ISBN 978-4-7973-9389-7
- ちょっぴり年上でも彼女にしてくれますか？（GA文庫、イラスト：ななせめるち）全6巻
- 神童勇者とメイドおねえさん（MF文庫J、イラスト：ぴょん吉）既刊4巻
  1. 2019年2月25日 初版発行 ISBN 978-4-04-065529-1
  2. 2019年7月25日 初版発行 ISBN 978-4-04-065793-6
  3. 2019年11月25日 初版発行 ISBN 978-4-04-064186-7
  4. 2020年4月25日 初版発行 ISBN 978-4-04-064587-2
- 性春デイズ 〜男子高校生の性の心理戦〜（LINE文庫エッジ、イラスト：煮たか）
  1. 2019年12月5日 初版発行 ISBN 978-4-91-004017-2
- 娘じゃなくて私（）が好きなの!?（電撃文庫、イラスト：ぎうにう）全7巻
  1. 2019年12月10日 初版発行 ISBN 978-4-04-912612-9
  2. 2020年4月10日 初版発行 ISBN 978-4-04-913154-3
  3. 2020年9月10日 初版発行 ISBN 978-4-04-913320-2
  4. 2021年1月9日 初版発行 ISBN 978-4-04-913621-0
  5. 2021年5月8日 初版発行 ISBN 978-4-04-913829-0
  6. 2021年11月10日 初版発行 ISBN 978-4-04-914098-9
  7. 2022年4月8日 初版発行 ISBN 978-4-04-914287-7
- きみって私のこと好きなんでしょ？（GA文庫、イラスト：日向あずり）既刊2巻
  - 2020年4月14日 初版発売 ISBN 978-4-8156-0470-7
  - 2020年10月14日 初版発売 ISBN 978-4-8156-0565-0
- 元カノとのじれったい偽装結婚（MF文庫J、イラスト：ぴょん吉）既刊2巻
  1. 2021年2月25日 初版発行 ISBN 978-4-04-680235-4
  2. 2021年7月21日 初版発行 ISBN 978-4-04-680512-6
- 仕事帰り、独身の美人上司に頼まれて（角川スニーカー文庫、イラスト：しの）既刊3巻
  1. 2023年6月1日発売 ISBN 978-4-04-113735-2
  2. 2023年9月1日発売 ISBN 978-4-04-114067-3
  3. 2024年2月1日発売 ISBN 978-4-04-114482-4
- 小鳥遊ちゃんは打ち切り漫画を愛しすぎている[注 2]（MF文庫J、イラスト：桶乃かもく）
  1. 2024年4月25日発売 ISBN 978-4-04-683540-6

### 漫画原作
- TTM 〜たったら負け〜（『HykeComic』、作画：ろため）原作・脚本
- 野球少女鷲尾@comic 鷲尾さんは楽天的でいたい（『ヤングガンガン』2024年5号 - 、原案協力：ニッポン放送「乃木坂46のオールナイトニッポン」、作画：松田遊）脚本[7]
- 妻は僕のハジメテがほしい（『ヤングガンガン』2024年10号、作画：おはら誠）原作[8]
- オトナを知りたい女友達（『ドラドラしゃーぷ#』2024年11月 - 、作画：ぷよちゃ）原作

### その他
- ブルーアイズ 〜推しのアイドルにひたすら甘やかされるひととき〜（あんくりあさうんど）ASMRシナリオ[9]
- 空色ユーティリティ（Yostar Pictures、監督：斉藤健吾）脚本